# Brime de Sog
Brime de Sog – gmina w Hiszpanii, w prowincji Zamora, w Kastylii i León, o powierzchni 17,93 km². W 2011 roku gmina liczyła 178 mieszkańców.